# سبيسبولز
سبيسبولز (بالإنجليزية: Spaceballs)‏، هي فيلم أمريكي من نوع خيال علمي وكوميديا، صدرت الفيلم سنة 1987م، من بطولة جون كاندي وريك مورانيس وبيل بولمان ودافني زونيغا وديك فان باتن وغيرهم.